# سيكو كامارا (لاعب كرة قدم)
سيكو كامارا هو لاعب كرة قدم غيني، ولد في 20 يوليو 1997 في كوناكري في غينيا. لعب مع نادي تيوتا دورس ونادي فلامورتاري فلوره ونادي هلسنكي.

## وصلات خارجية
- سيكو كامارا (لاعب كرة قدم) على موقع قاعدة بيانات كرة القدم.إي يو (الإنجليزية)
- سيكو كامارا (لاعب كرة قدم) على موقع Soccerway.com (الإنجليزية)